# Paraphoxus calcaratus
Paraphoxus calcaratus är en kräftdjursart. Paraphoxus calcaratus ingår i släktet Paraphoxus och familjen Phoxocephalidae. Inga underarter finns listade i Catalogue of Life.